# Sridadi (Rembang)
Sridadi is een bestuurslaag in het regentschap Rembang van de provincie Midden-Java, Indonesië. Sridadi telt 2426 inwoners (volkstelling 2010).